# Rami Hamdallah
Rami Hamdallah (arabul:  رامي حمدالله Anabta, 1958. augusztus 10. –) palesztin politikus, egyetemi tanár, aki 2013. június 2. óta a Palesztin Nemzeti Hatóság miniszterelnöke, a Fatah tagjaként. A gázai övezetet uraló Hamász nem ismerte el Hamdallahot miniszterelnökként, helyette a szervezet egyik vezetőjét, Iszmáíl Hanijet tekinti a törvényes miniszterelnöknek.

## Élete
Rami Hamdallah Anabtában született, a jordán megszállás alatt lévő Ciszjordániában. Egyetemi tanulmányait Ammánban végezte, majd a Manchesteri Egyetemen folytatta, ahol 1982-ben végzett. 1988-ban a Lancasteri Egyetemen doktorált. Ezt követően hazatért és a nábluszi egyetemen kapott tanári állást. 1998-ban az egyetem rektorává választották.
2002-ben kinevezték a Palesztin Központi Választási Bizottság főtitkárává, ezt a tisztséget 2013-ig töltötte be. Mikor Szalám Fajjád miniszterelnök 2013 júniusában lemondott, Mahmúd Abbász elnök őt bízta meg a kormányalakítással. Hamdallah és kormányának tagjai szeptember 19-én tették le az esküt.